# Manfreda
Manfreda is een geslacht uit de aspergefamilie. De soorten komen voor in het zuiden van de Verenigde Staten, Mexico en Centraal-Amerika.

## Soorten
- Manfreda brunnea
- Manfreda bulbulifera
- Manfreda chamelensis
- Manfreda elongata
- Manfreda fusca
- Manfreda galvaniae
- Manfreda guerrerensis
- Manfreda guttata
- Manfreda hauniensis
- Manfreda involuta
- Manfreda jaliscana
- Manfreda justosierrana
- Manfreda littoralis
- Manfreda longiflora
- Manfreda maculata
- Manfreda maculosa
- Manfreda malinaltenangensis
- Manfreda nanchititlensis
- Manfreda paniculata
- Manfreda parva
- Manfreda petskinil
- Manfreda planifolia
- Manfreda potosina
- Manfreda pringlei
- Manfreda pubescens
- Manfreda revoluta
- Manfreda rubescens
- Manfreda scabra
- Manfreda sileri
- Manfreda singuliflora
- Manfreda umbrophila
- Manfreda undulata
- Manfreda variegata
- Manfreda verhoekiae
- Manfreda virginica